# St. Stephanus (Kainsbach)

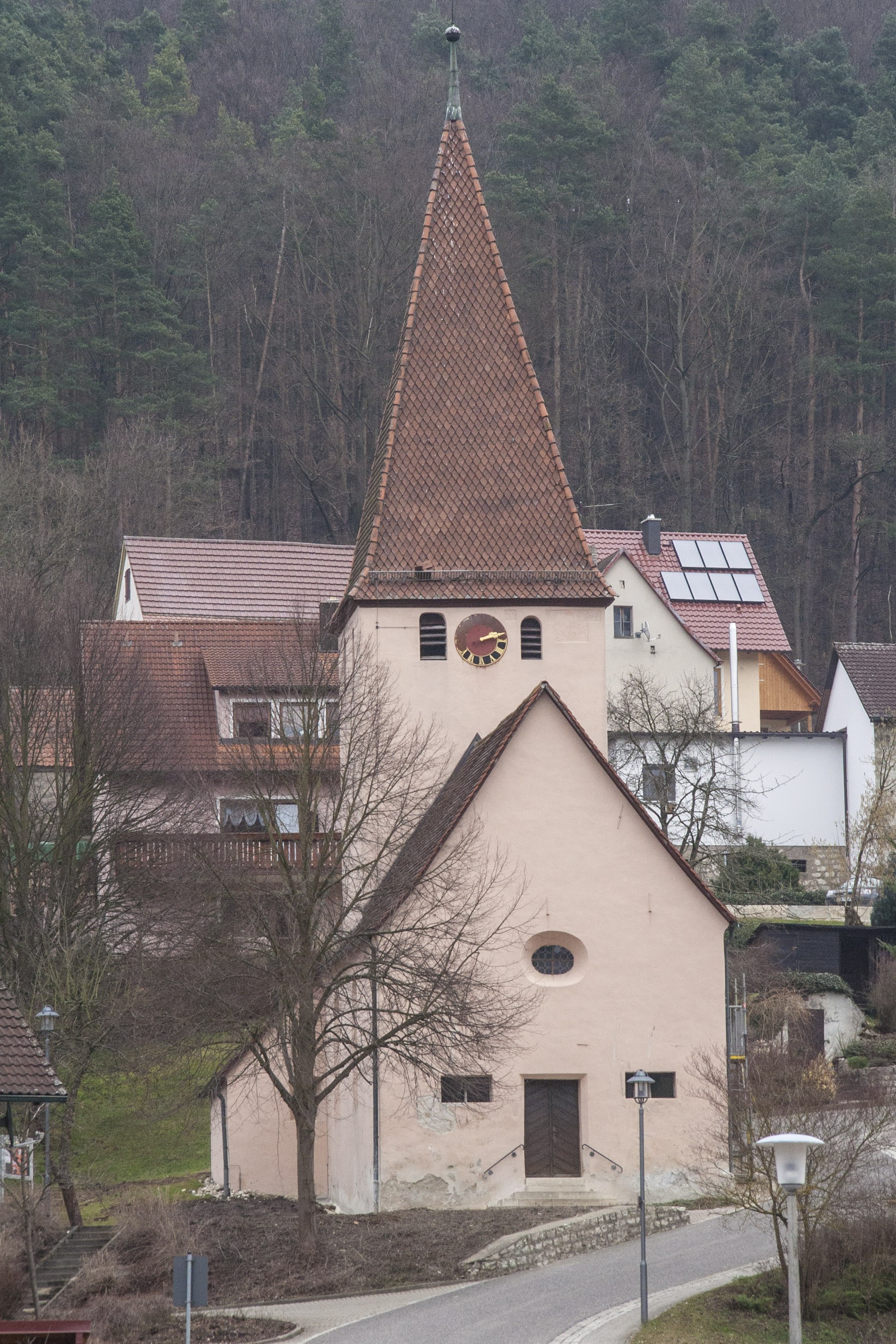
St. Stephanus in Kainsbach

Die evangelische, denkmalgeschützte Filialkirche St. Stephanus steht in Kainsbach, einem Gemeindeteil von Happurg im Landkreis Nürnberger Land (Mittelfranken, Bayern). Das Bauwerk ist unter der Denkmalnummer D-5-74-128-48 als Baudenkmal in der Bayerischen Denkmalliste eingetragen. Die Kirchengemeinde gehört zur Pfarrei Happurg des Dekanats Hersbruck im Kirchenkreis Nürnberg der  Evangelisch-Lutherischen Kirche in Bayern.

## Beschreibung
Der im 14. Jahrhundert gebaute Chorturm wurde mehrfach erneuert. Sein oberstes Geschoss beherbergt die Turmuhr und den Glockenstuhl. Bedeckt ist er mit einem hohen Pyramidendach. Der Chor, d. h. das Erdgeschoss des Chorturms, ist mit einem Kreuzrippengewölbe überspannt, das an ihn nach Westen angebaute Langhaus, das mit umlaufenden Emporen ausgestattet ist, mit einer Flachdecke. Im Chor sind Fragmente von spätgotischen Wandmalereien vorhanden. Zur Kirchenausstattung gehört ein Flügelaltar, in dessen Altarretabel der heilige Stephanus abgebildet ist. Die Kanzel wurde 1671 gebaut.